# Моисси, Александр
Алекса́ндр Мо́исси (нем. Alexander Moissi, алб. Aleksandër Moisiu; 2 апреля 1879, Триест — 23 марта 1935, Вена) — немецкий и австрийский актёр.

## Биография

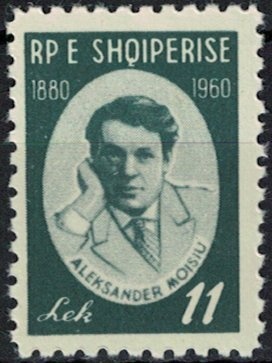
Почтовая марка Албании с изображением А.Моисси. 1960 г.

Родился в семье зажиточного албанского торговца и моряка Константина Моисси в Триесте, принадлежавшем тогда Австро-Венгрии. В детстве жил попеременно то у отца, в албанском Дурресе, то у матери в Триесте, затем воспитывался в интернате города Граца.
В 1898 году, в возрасте 19 лет, приехал в Вену обучаться пению. Через год поступил в венский Бургтеатр, где вначале из-за слабого знания немецкого языка и сильного итальянского акцента исполнял только немые роли. Здесь талант Моисси был замечен австрийским актёром Йозефом Кайнцем, игравшим вместе с ним в мольеровском «Тартюфе». По рекомендации Кайнца и директора Бургтеатра Моисси попадает в Прагу, где в 1901 — 1903 годах играет в Новом Немецком театре и дружит с Леппином.
В 1903 году актёр переезжает в Берлин, где знакомится с Максом Рейнхардом, который берёт его в Немецкий театр. Признание пришло к А.Моисси не сразу, мешал оставшийся на всю жизнь итальянский акцент. Первой большой ролью актёра стал Освальд в поставленных Рейнхардом «Привидениях» Ибсена (1906), затем последовала роль Оберона в пьесе Шекспира «Сон в летнюю ночь» (1905), потом «Гамлет», а также роль Феди Протасова в драме «Живой труп» Л. Толстого, поставленной в 1913 году.
А. Моисси был актёром широкого диапазона. Среди его лучших ролей — Фауст и Мефистофель, Ромео и шут в «Короле Лире», маркиз Поза в «Доне Карлосе» и Ихарев в «Игроках» Гоголя. Игра артиста была наднациональной, его Федя Протасов не был русским, Гамлет не был датчанином, а Освальд — норвежцем. Его герои воплощали в первую очередь общечеловеческие идеалы, поставленные в трагические обстоятельства.
С началом Первой мировой войны (1914) актёр идёт добровольцем в немецкую армию, попадает в плен, из которого возвращается лишь в 1918. Вскоре после возвращения принимает участие в коммунистическом движении спартаковцев. В 1910-е — 1920-е годы актёрский талант Моисси приобретает общеевропейское признание. В период между мировыми войнами он много гастролирует по Европе и Америке, несколько раз приезжает в Москву и Петроград. В Германии в этот период артист бывает лишь изредка, а с приходом там в 1933 году к власти нацистов навсегда покидает Германию.
Умер актёр в Вене от воспаления лёгких, после поездки в Вену, где собирался играть у Пиранделло в пьесе, переведённой на немецкий языкСтефаном Цвейгом. Перед самой смертью А. Моисси «за заслуги» были предоставлены итальянское и албанское гражданства. Похоронен в Моркоте. Правнук — известный актёр Гедеон Буркхард.